# Musée de la Vie romantique
Il Musée de la Vie romantique (Museo della vita romantica) si trova a Parigi ai piedi di Montmartre nel IX arrondissement in 16 rue Chaptal, in un hôtel particulier del 1830, con un giardino d'inverno e un piccolo cortile.
L'edificio del museo un tempo fu la sede a Parigi, del pittore Ary Scheffer (1795-1858) e fu utilizzato anche da Ary Renan, suo pronipote. Per decenni Scheffer e sua figlia ospitarono ricevimenti il venerdì sera, tra i più famosi de La Nouvelle Athènes. George Sand (1804-1876) lo frequentava con Fryderyk Chopin, ci incontrava Eugène Delacroix, Jean Auguste Dominique Ingres, Alphonse de Lamartine, Pauline Viardot. Più tardi, nello stesso secolo, lo frequentarono regolarmente Charles Dickens, Ivan Turgueniev e Charles Gounod.
Al giorno d'oggi il museo espone diversi ricordi di George Sand, compresi ritratti, ricordi di famiglia, gioielli, con i famosi calchi in gesso del braccio della Sand e della mano destra di Chopin. Ci sono anche oggetti legati al padre di Ary Renan, lo studioso Ernest Renan e documenti sul nipote di Renan, lo scrittore Ernest Psichari. È uno dei tre musei letterari di Parigi, assieme alla Maison de Balzac e alla Maison de Victor Hugo. Particolarmente interessanti sono i circa 170 documenti legati alla vita della Sand.